# Alianza por el Futuro
Alianza por el Futuro fue una coalición política peruana conformada por partidos políticos fujimoristas para lanzar a Martha Chávez como candidata presidencial para elecciones generales del año 2006, luego de que se le denegara la participación al expresidente Alberto Fujimori tras estar detenido en Santiago de Chile e inhabilitado de ejercer cualquier cargo público.

## Elecciones generales 2006
Una vez iniciado el proceso electoral del 2006, Keiko Fujimori inscribió como candidato presidencial a su padre Alberto Fujimori. Su inscripción fue denegada ya que Fujimori fue inhabilitado políticamente por el Congreso de la República del Perú para ejercer cualquier cargo público hasta el 2011. Inmediatamente, los cuatro partidos fujimoristas Cambio 90, Nueva Mayoría Siempre Unidos y Sí Cumple se unieron con el nombre de "Alianza por el Futuro", liderados por la expresidenta del Congreso del Perú Martha Chávez, lideresa de Nueva Mayoría.
| Candidatos           | Candidatos                | Candidatos              |
| Presidencia          | 1.º Vicepresidencia       | 2.º Vicepresidencia     |
| -------------------- | ------------------------- | ----------------------- |
| Martha Chávez Cossío | Santiago Fujimori Inomoto | Rolando Sousa Huanambal |

## Campaña electoral
Durante la campaña electoral, los acompañantes en la plancha presidencial fueron Santiago Fujimori y Rolando Souza a la primera y segunda Vicepresidencia respectivamente.
El encargado de los spots televisivos fue el publicista de Fujimori, Carlos Raffo. Como cabeza de lista al Congreso estuvo la hija de Fujimori, Keiko Sofía Fujimori y fue acompañada por altos miembros del fujimorismo.
Los resultados finales de dicha elección le otorgaron a Martha Chávez menos del 10% de total de votos, logrando alcanzar el cuarto puesta en la elección.

## Partidos miembros
| Partido | Partido        | Ideología principal | Presidente       |
| ------- | -------------- | ------------------- | ---------------- |
|         | Cambio 90      | Fujimorismo         | Andrés Reggiardo |
|         | Nueva Mayoría  | Fujimorismo         | Martha Chávez    |
|         | Siempre Unidos | Fujimorismo         | Felipe Castillo  |
|         | Si Cumple      | Fujimorismo         | Alberto Fujimori |

## Congresistas elegidos por la Alianza por el Futuro
En las elecciones parlamentarias obtuvo 13 de 120 escaños. La congresista con mayor presencia en el electorado fue Keiko Fujimori con la más alta votación (más de 600,000 votos según recuento oficial de la ONPE) por el departamento de Lima. 
| Región     | Nombre                      | Número de Votos | Partido Politico |
| ---------- | --------------------------- | --------------- | ---------------- |
| Cajamarca  | Cecilia Chacón de Vettori   | 17,515          | Nueva Mayoría    |
| Junín      | Ricardo Pando Córdova       | 21,802          | Sí Cumple        |
| Lambayeque | Alejandro Aguinaga Recuenco | 24,275          | Nueva Mayoría    |
| Lima       | Keiko Fujimori Higuchi      | 602,869         | Nueva Mayoría    |
| Lima       | Luisa María Cuculiza        | 110,963         | Sí Cumple        |
| Lima       | Martha Hildebrandt          | 56,121          | Nueva Mayoría    |
| Lima       | Rolando Sousa Huanambal     | 38,578          | Cambio 90        |
| Lima       | Renzo Reggiardo Barreto     | 29,178          | Cambio 90        |
| Lima       | Santiago Fujimori Inomoto   | 22,992          | Si Cumple        |
| Lima       | Carlos Raffo Arce           | 19,303          | Sí Cumple        |
| Lima       | Martha Moyano Delgado       | 9,938           | Sí Cumple        |
| Pasco      | Oswaldo de la Cruz Vásquez  | 9,408           | Sí Cumple        |
| San Martín | Rolando Reátegui Flores     | 18,501          | Sí Cumple        |

## Resultados Electorales

### Elecciones presidenciales
| Año  | Fórmula presidencial | Fórmula presidencial | Fórmula presidencial | Fórmula presidencial | Votos   | %               | Resultado | Notas |
| Año  | Presidente           | Presidente           | Vicepresidentes      | Vicepresidentes      | Votos   | %               | Resultado | Notas |
| ---- | -------------------- | -------------------- | -------------------- | -------------------- | ------- | --------------- | --------- | ----- |
| 2006 |                      | Martha Chávez        | 1.º                  | Santiago Fujimori    | 912 420 | \| \| 7.43 % \| | 4°        |       |
| 2006 | 2.º                  | Martha Chávez        | Rolando Sousa        |                      | 912 420 | \| \| 7.43 % \| | 4°        |       |
|      | 7.43 %               |                      |                      |                      |         |                 |           |       |

### Elecciones parlamentarias
| Año  | Congresistas | Congresistas     | Congresistas | Posición | Notas |
| Año  | Votos        | %                | Escaños      | Posición | Notas |
| ---- | ------------ | ---------------- | ------------ | -------- | ----- |
| 2006 | 1 408 069    | \| \| 13.09 % \| | 13/120       | 4.º      |       |
|      | 13.09 %      |                  |              |          |       |

### Elecciones al Parlamento Andino
| Año  | Votos   | %               | Escaños | Posición | Notas |
| ---- | ------- | --------------- | ------- | -------- | ----- |
| 2006 | 793 442 | \| \| 9.30 % \| | 0/5     | 4.º      |       |
|      | 9.30 %  |                 |         |          |       |